# Донателла Версаче
Донателла Версаче (італ. Donatella Versace; нар. 2 травня 1955, Реджо-Калабрія, Калабрія , Італія) — італійська модельєрка, головна особа та головна дизайнерка модного дому Versace, сестра Джанні Версаче. Володіє 20 % акцій компанії Versace, її брат, Санто Версаче володіє 30 %, а її донька, Аллегра Версаче, успадкувала 50 % компанії після смерті її засновника Джанні Версаче.[джерело?]